# KaiOS
KaiOSは「スマートフォンの能力とフィーチャーフォンの手ごろさを両立することを目的とする」Linuxベースのオペレーティングシステムである。2016年にMozillaによって開発が中止されたFirefox OSのオープンソースコミュニティによる後継であるB2G OS (Boot to Gecko) からフォークされた。
KaiOSの主な特徴は4G LTE E、GPS、Wi-Fiへの対応と、HTML5ベースのアプリ、タッチパネルを搭載しないデバイスへのより長いバッテリー寿命と最適化されたユーザインタフェース、少ないメモリと電力使用量である。ユーザはKaiStoreと呼ばれる専用のアプリケーションストアでアプリをダウンロードすることができる。HTML5アプリとしてプリロードされているサービスには、Twitter、Facebook、YouTubeなどがある。KaiOSはハードウェアの要求性能がかなり低く、たった256MBのメモリしか搭載していないデバイスでも動作することができる。2018年5月に発表された市場シェアの分析では、インドにおけるKaiOSのシェアはAppleのiOSよりも大きく、2位に位置している。首位のAndroidは71%のシェアを有しており、KaiOSのシェアは9%である。KaiOSの成長は戦略的な価格に設定されたJioPhoneによる部分が大きい。
KaiOSは2017年に初登場し、現在は香港を拠点とするKaiOS Technologies Inc.によって開発されている。2018年6月にはGoogleが2200万ドルを出資した。2020年にフィーチャーフォン向けのウィキペディアアプリをインドで発表、世界の言語に対応した。

## デバイス
KaiOSを搭載したデバイスには以下がある：
- Alcatel（英語版） OneTouch Go Flip[15] (AT&TではCingular Flip 2としても知られる[16])
- Reliance Jio（英語版） JioPhone（英語版）, JioPhone F101K, F10Q, F120B, F220B, F300B, F30C, F41T, F50Y, F61F, F81E, F90M, LF-2403N[17][18][19][20],  JioPhone 2.
- Nokia 8110 4G (KaiOSベースのプラットフォームであるSmart Feature OSを搭載)[21][22]
- Doro（英語版） 7050/7060[23]
- CAT B35[24]
- Maxcom MK241, MK281[25]

## 提携
2018年2月、KaiOS TechnologiesはAirfind、Facebook、Google、Twitter、Bullitt、Doro、HMD Global、Micromax、NXP、展訊通信、クアルコム、Jio、スプリント、AT&T、T-モバイルとの提携を発表した。

## 日本での展開
2024年のMWCにおいて、Orbic North Americaの日本法人であるJapan OrbicはKaiOSが搭載された携帯電話を日本市場に導入することを発表した。
2024年3月11日、KDDIはKaiOS Technologiesへ出資を行ったことを公表した。
2024年7月26日、KaiOS 3.1を搭載した日本初のフィーチャーフォン「Orbic JOURNEY Pro 4G」がOrbicより発売。

## リリース履歴
| バージョン | 発表日     |
| ---------- | ---------- |
| 1.0        | 2017年3月  |
| 2.0        | 2017年7月  |
| 2.5        | 2018年2月  |
| 3.0        | 2020年12月 |
| 3.1        | 2022年3月  |
| 3.2        | 2023年     |